# Filůvka
Filůvka je přírodní památka ve správním území obce Mosty u Jablunkova v okrese Frýdek-Místek v Moravskoslezském kraji. Nachází se v jihovýchodním cípu chráněné krajinné oblasti Beskydy, poblíž osady Filůvka. Důvodem ochrany jsou zachovalé louky a pastviny s mozaikou podmáčených a rašelinných ploch.

## Historie
Území přírodní památky Filůvka bylo po staletí formováno tradičním extenzivním hospodařením, zejména pastvou a kosením, které vytvořily mozaikovitou krajinu s vysokou přírodní hodnotou. Ve druhé polovině 20. století došlo k útlumu hospodaření, což vedlo k zarůstání travnatých ploch náletovými dřevinami a úbytku mokřadních biotopů. V roce 2003 bylo obnoveno pravidelné sečení, které navazuje na historické využívání území a přispívá k ochraně zdejší biodiverzity. Přírodní památka Filůvka byla oficiálně vyhlášena dne 5. srpna 2016 nařízením Agentury ochrany přírody a krajiny ČR.

## Fauna a Flóra
Předmětem ochrany je zachovalá část dlouhodobě člověkem utvářené zemědělské krajiny. Území je charakteristické druhově bohatými mezofilními loukami, mokřadními a rašelinnými společenstvy. Vyskytují se zde cenné a ohrožené druhy jako například mečík střechovitý (Gladiolus imbricatus), rosnatka okrouhlolistá (Drosera rotundifolia), kruštík bahenní (Epipactis palustris), všivec bahenní (Pedicularis palustris) a prstnatec májový (Dactylorhiza majalis). Významné jsou i populace vemeníku dvoulistého (Platanthera bifolia), vachty trojlisté (Menyanthes trifoliata) a hořce tolitovitého (Gentiana asclepiadea).
Území poskytuje také útočiště řadě ohrožených živočichů, zejména obojživelníkům, plazům a ptákům. Významnými druhy jsou mlok skvrnitý (Salamandra salamandra), zmije obecná (Vipera berus), ťuhýk obecný (Lanius collurio), užovka obojková (Natrix natrix), ještěrka živorodá (Zootoca vivipara) či chřástal polní (Crex crex). Ze zajímavých druhů bezobratlých se zde vyskytuje například střevlík hrbolatý (Carabus variolosus), hnědásek rozrazilový (Melitaea diamina), perleťovec prostřední (Boloria selene), modrásek bahenní (Phengaris nausithous) a vážka jasnoskvrnná (Leucorrhinia pectoralis).